# Zamarada calliope
Zamarada calliope är en fjärilsart som beskrevs av Charles Oberthür 1912. Zamarada calliope ingår i släktet Zamarada och familjen mätare. Inga underarter finns listade i Catalogue of Life.